# Virgin Racing
(Marussia) Virgin Racing  was van origine een Brits raceteam, dat sinds 2010 deelnam aan het wereldkampioenschap Formule 1. In 2011 werd het team overgenomen door het Russische bedrijf Marussia, dat titelsponsor werd van het toenmalige Virgin Racing. In 2012 veranderde de naam van Marussia Virgin Racing naar Marussia F1 Team.

## Geschiedenis
Manor Motorsport, de initiatiefnemer achter de oprichting van het formule 1-team, is ook actief in de World Series by Renault en de Formule 3 Euroseries. Het team heeft een aantal bekende coureurs gehad, waaronder de (voormalige) Formule 1-coureurs Lewis Hamilton, Kimi Räikkönen, Robert Kubica en Kazuki Nakajima.
Het team schreef zich eerst in als Manor Grand Prix, maar op 30 november 2009 werd bekendgemaakt dat Manor Grand Prix zijn naam veranderde in Virgin Racing door het sponsorcontract met Virgin. Virgin was in begin 2009 als nieuwe sponsor in de formule 1 ingestapt bij het van de ondergang geredde Brawn door het stoppen van Honda. Door het onverwachte winnen van het kampioenschap in 2009 en de overname van Mercedes werd het naar de mening van Virgin onbetaalbaar om Brawn GP te blijven sponsoren. Virgin was op zoek naar een goedkopere mogelijkheid waar toch veel publiciteit tegenover stond. Deze mogelijkheid vonden ze bij Manor door titelsponsor te worden.
Vanaf 2011 gaat het team door het leven onder de naam Marussia Virgin Racing, nadat de Russische autofabrikant Marussia zich inkocht in het team. Een ander gevolg hiervan is dat het raceteam vanaf 2011 onder Russische licentie deelneemt aan het kampioenschap.
Het team is vanaf 2014 weer in autosport actief. ditmaal in de Formule E, een gloednieuwe klasse die rijden met elektrische formule auto's.
Het team maakte oorspronkelijk als enige formule 1-team geen gebruik van windtunnels en ontwerpt zijn racewagens op basis van CFD computertechnologie, maar sinds eind 2011 werken ze samen met McLaren en mogen ze de windtunnel van McLaren gebruiken. Hoofdontwerper is Nick Wirth.

## Resultaten
| Kleur  | Resultaat                              |
| ------ | -------------------------------------- |
| Goud   | Winnaar                                |
| Zilver | Tweede plaats                          |
| Brons  | Derde plaats                           |
| Groen  | Gefinisht (punten behaald)             |
| Blauw  | Gefinisht (geen punten behaald)        |
| Blauw  | Niet geklasseerd (NC)                  |
| Paars  | Uitgevallen (DNF)                      |
| Rood   | Niet gekwalificeerd (DNQ)              |
| Zwart  | Gediskwalificeerd (DSQ)                |
| Wit    | Niet gestart (DNS)                     |
| Blanco | Gewond (INJ)                           |
| Blanco | Uitgesloten (EX)                       |
| Blanco | Teruggetrokken (WD) / Niet deelgenomen |
| P      | Poleposition                           |
| S      | Snelste ronde                          |

(vetgedrukte resultaten zijn pole position en schuin gedrukte resultaten zijn snelste rondes)
| Jaar | Chassis | Motor              | Banden | Coureurs          | 1   | 2   | 3   | 4   | 5   | 6   | 7   | 8   | 9   | 10  | 11  | 12  | 13  | 14  | 15  | 16  | 17  | 18  | 19  | Punten | WK-plaats |
| ---- | ------- | ------------------ | ------ | ----------------- | --- | --- | --- | --- | --- | --- | --- | --- | --- | --- | --- | --- | --- | --- | --- | --- | --- | --- | --- | ------ | --------- |
| 2010 | VR-01   | Cosworth CA2010 V8 | B      |                   | BHR | AUS | MAL | CHN | ESP | MON | TUR | CAN | EUR | GBR | GER | HUN | BEL | ITA | SIN | JPN | KOR | BRA | ABU | 0      | 12e       |
| 2010 | VR-01   | Cosworth CA2010 V8 | B      | Timo Glock        | DNF | DNF | DNF | DNS | 18  | DNF | 18  | DNF | 19  | 18  | 18  | 16  | 18  | 17  | DNF | 14  | DNF | 20  | DNF | 0      | 12e       |
| 2010 | VR-01   | Cosworth CA2010 V8 | B      | Lucas di Grassi   | DNF | DNF | 14  | DNF | 19  | DNF | 19  | 19  | 17  | DNF | DNF | 18  | 17  | 20  | 15  | DNS | DNF | NC  | 18  | 0      | 12e       |
| 2011 | MVR-02  | Cosworth CA2011 V8 | P      |                   | AUS | MAL | CHN | TUR | ESP | MON | CAN | EUR | GBR | GER | HUN | BEL | ITA | SIN | JPN | KOR | IND | ABU | BRA | 0      | 12e       |
| 2011 | MVR-02  | Cosworth CA2011 V8 | P      | Timo Glock        | NC  | 16  | 21  | DNS | 19  | DNF | 15  | 21  | 16  | 17  | 17  | 18  | 15  | Ret | 20  | 18  | Ret | 19  | Ret | 0      | 12e       |
| 2011 | MVR-02  | Cosworth CA2011 V8 | P      | Jérôme d'Ambrosio | 14  | Ret | 20  | 20  | 20  | 15  | 14  | 22  | 17  | 18  | 19  | 17  | Ret | 18  | 21  | 20  | 16  | Ret | 19  | 0      | 12e       |

1950 · 1951 · 1952 · 1953 · 1954 · 1955 · 1956 · 1957 · 1958 · 1959 · 1960 · 1961 · 1962 · 1963 · 1964 · 1965 · 1966 · 1967 · 1968 · 1969 · 1970 · 1971 · 1972 · 1973 · 1974 · 1975 · 1976 · 1977 · 1978 · 1979 · 1980 · 1981 · 1982 · 1983 · 1984 · 1985 · 1986 · 1987 · 1988 · 1989 · 1990 · 1991 · 1992 · 1993 · 1994 · 1995 · 1996 · 1997 · 1998 · 1999 · 2000 · 2001 · 2002 · 2003 · 2004 · 2005 · 2006 · 2007 · 2008 · 2009 · 2010 · 2011 · 2012 · 2013 · 2014 · 2015 · 2016 · 2017 · 2018 · 2019 · 2020 · 2021 · 2022 · 2023 · 2024 · 2025 · 2026 
 Lijst van Formule 1 Grand Prix-wedstrijden